# Кампосампиеро
Кампосампиѐро (на италиански: Camposampiero; на венециански: Canposanpiero, Канпосанпиеро) е град и община в Северна Италия, провинция Падуа, регион Венето. Разположен е на 24 m надморска височина. Населението на общината е 12 194 души (към 2014 г.).